# Dejan Milovanović
Dejan Milovanović (kyrillisch: Дејан Миловановић; * 21. Januar 1984 in Belgrad, SFR Jugoslawien) ist ein ehemaliger serbischer Fußballspieler, der im zentralen Mittelfeld spielte.
Bei den Olympischen Spielen 2004 in Sydney gehörte er zur Mannschaft von Serbien und Montenegro. Er wurde im Spiel gegen die argentinische Mannschaft eingesetzt, das die Argentinier mit 6:0 gewannen. 2007 erreichte er mit der serbischen U21-Nationalmannschaft das Finale der Junioreneuropameisterschaft, die Niederlande siegten im Finale mit 4:1.
Milovanović spielte sechs Jahre lang für Roter Stern Belgrad und gewann 2004 und 2006 das Double aus Meisterschaft und Pokal für Serbien und Montenegro. Nach der Unabhängigkeit Montenegros im Sommer 2006 fand in der Saison 2006/07 erstmals eine rein serbische Meisterschaft statt, auch in dieser Saison gewann Roter Stern das Double und war damit erster serbischer Meister und erster serbischer Pokalsieger.
Im Sommer 2008 wechselte Milovanović zum französischen Klub RC Lens. Mit Lens stieg er am Ende seiner ersten Saison in die Ligue 1 auf. Nach zwei Jahren kehrte er im Sommer 2010 als Leihspieler zu Roter Stern Belgrad zurück. Nach einer Saison in Belgrad wurde Milovanović im Sommer 2011 an den griechischen Verein Panionios Athen ausgeliehen. Nach dem Ende des Leihgeschäfts im Herbst 2012 kam er zu keinen weiteren Einsätzen bei Lens.
2013 wurde Milovanović vom FK Voždovac angeworben. Für den SuperLiga-Aufsteiger spielte er eine Saison und beendete im Anschluss seine Karriere als Profifußballer.